# Faranah
Faranah ist eine Stadt in Guinea. Sie ist der Hauptort der gleichnamigen Region und einer Präfektur, die im Zentrum des Landes sind. Sie liegt am Fluss Niger, der etwa 60 Kilometer südlich davon entspringt und nach Norden fließt. Im Jahr 2014 lag die geschätzte Einwohnerzahl bei 60.449 Personen.

## Geschichte
Um 1890 wurde Faranah als französischer Außenposten im Zug gegen den Widerstandskämpfer Samory Touré gegründet. Es ist auch die Geburtsstadt des ersten guineischen Staatspräsidenten Ahmed Sékou Touré. Eine römisch-katholische Missionsstation wurde 1948 ins Leben gerufen. Für die Gründungskonferenz der Niger Basin Authority („Kommission zur Nutzung des Niger“) 1964 wurde hier ein Konferenzzentrum errichtet, ebenso eine größere Moschee und ein Villenkomplex für Staatsgäste.

## Verkehr
Faranah ist ein Knotenpunkt mit Straßen nach Mamou, Kissidougou und Dabola. Es verfügt über einen Flugplatz mit asphaltierter Start-und-Landebahn, der im Westen der Stadt parallel zur Straße in Richtung Mamou liegt, und das Kürzel FAA trägt.

## Wirtschaft
Faranah ist landwirtschaftlich sehr fruchtbar, im Umland werden Reis und Getreide angebaut, Kühe gehalten und Palmplantagen zur Dattel- und Ölgewinnung betrieben. In der Stadt werden diese Landwirtschaftsprodukte verkauft und gehandelt.

## Einwohnerentwicklung
Die folgende Übersicht zeigt die Einwohnerzahlen nach dem jeweiligen Gebietsstand seit der Volkszählung 1983.
| Jahr          | Einwohner |
| ------------- | --------- |
| 1983 (Zensus) | 28.817    |
| 1996 (Zensus) | 34.472    |
| 2014 (Zensus) | 60.449    |